# Laskavec zelenoklasý

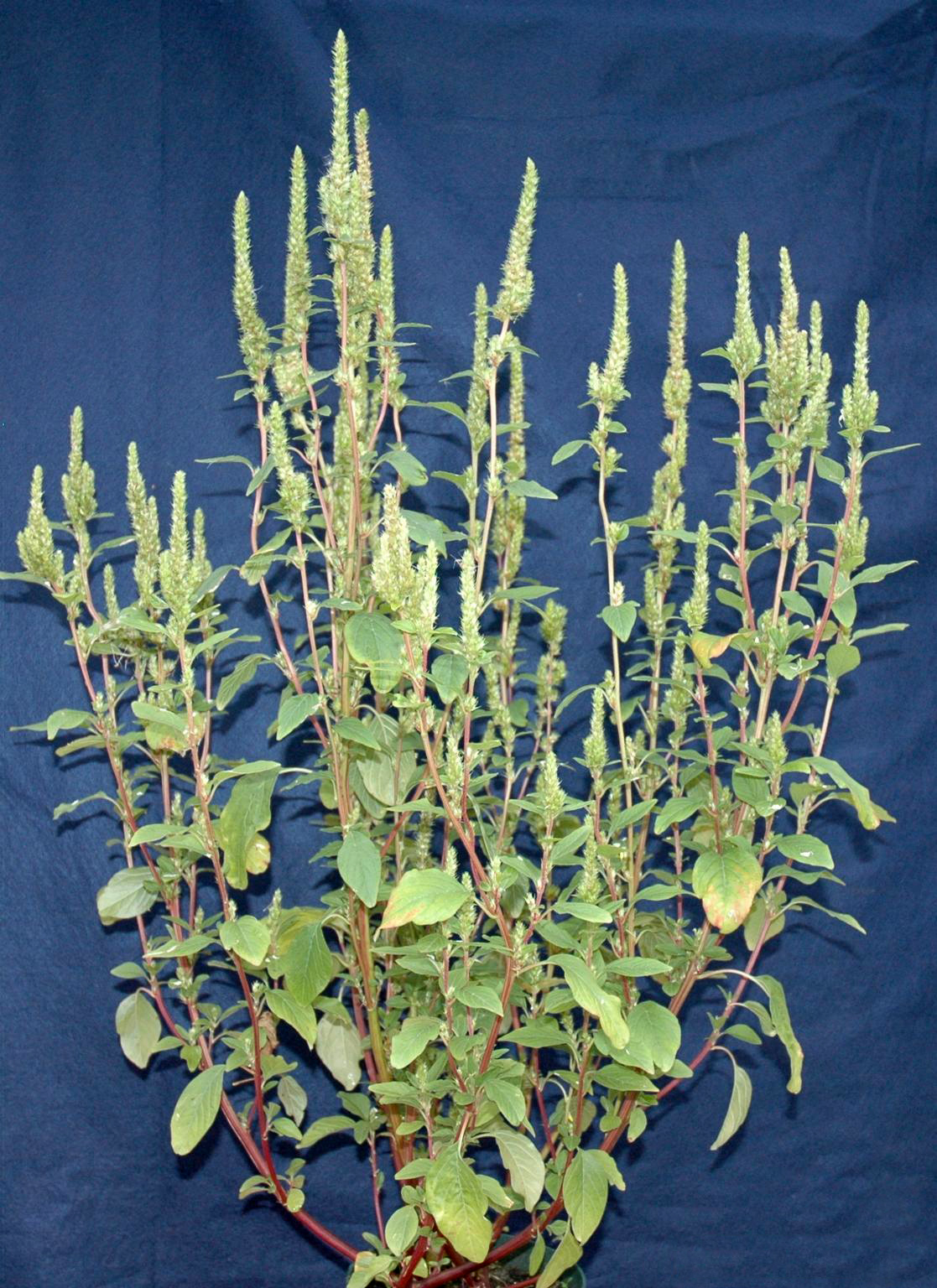
Větvící se rostlina

Laskavec zelenoklasý (Amaranthus powellii) je jednoletá, intenzivně zelená bylina často s červenavým nádechem, která může být vysoká až okolo 1 m. Je v Česku nepůvodní, invazní druh, jeden z asi dvaceti druhů nepůvodního rodu laskavec. Rostlina byla do Evropy zavlečena ze subtropických oblastí Severní Ameriky, z jihozápadu Spojených států amerických a Mexika. V české přírodě byl tento neofyt zaznamenán již roku 1853.

## Rozšíření
Domovinou tohoto druhu jsou teplé, subtropické oblasti na jihu a západě Spojených států amerických a v Mexiku. Je invazně se šířícím druhem, který druhotně vyrůstá i v chladnějších končinách téměř po celých Spojených státech a v Kanadě, jakož i na západním pobřeží Jižní Ameriky. Po nárůstu obchodních kontaktů mezi Amerikou a Evropou byl zavlečen do většiny evropských zemí, jakož i do severozápadní a jihovýchodní Afriky, do jihozápadní Asie, severovýchodní Číny a na Korejský poloostrov, následně do Austrálie a na Nový Zéland. Je i v současné době zavlékán na rozličná území s obilím, olejninami, různým osivem, s rudou, bavlnou a vlnou.
V České republice se vyskytuje v teplejších polohách po celém území. Místy již zdomácněl a jeho naturalizace pokračuje do chladnějších míst. Přechodně bývá zavlékán i do vyšších poloh, příležitostně se vyskytujeaž v okolí Smržovky, v nadmořské výšce okolo 600 m n. m. Je považován za neoindigenofyt, nepůvodní, člověkem zavlečenou rostlinu, která je dále na lidské činnosti nezávislá a sama se rozšiřuje.

## Ekologie
Výrazně teplomilná a světlomilná rostlina. Vyskytuje se často na ruderálních stanovištích ve městech i na vesnicích, hlavně v teplých, sušších půdách na navážkách a skládkách, rumištích, dvorech průmyslových a zemědělských objektů, podél železničních tratí a silnic, na březích potoků i vodních nádrží, snáší mírně zasolenou půdu. Na její kvalitu sice není náročná, ale nejlépe roste na kyprých půdách s dostatkem dusíku, které mohou být v letním období i vysýchavé. Kvete od července do září. Počet chromozomů 2n = 34 a stupeň ploidie x = 2.

## Popis
Jednoletá, pozdně jarní jednodomá rostlina vyrůstající do výše 20 až 120 cm, která má přímou, jednoduchou nebo větvenou lodyhu, zelenou až červenavě naběhlou a na průřezu okrouhlou. Vyrůstá z kůlového kořene s mnoha tenkými, postranními kořínky. Tuhá lodyha je střídavě porostlá jednoduchými, dlouze řapíkatými, lysými, leskle zelenými listy s celistvými čepelemi kosníkovitě vejčitými, 3 až 14 cm dlouhými, na bázi klínovitými, na konci tupými až špičatými a na rubu s vyniklou žilnatinou.
Květy rostliny jsou nazelenalé, převážně jednopohlavné a vyrůstají obvykle nahuštěné v klubíčkách ve štíhlém, většinou rozvětveném lichoklasu, který bývá světle zelený nebo načervenalý. Nevonný květ má 5 mm dlouhý, vejčitý, blanitý listenec vybíhající v pichlavý hrot. Okvětních lístků bývá pět, jsou blanité, volné, asi 3 mm dlouhé, mají zelenou střední žilku a na konci bývají zašpičatělé nebo osinkaté. Samčí květy jsou kopinaté, mají tři až pět volných tyčinek s podlouhlými prašníky. Samičí květy jsou úzce vejčité, mají vejčitý semeník s jedním vajíčkem a tři blizny. Opylovány jsou cizím i vlastním pylem přeneseným větrem. Sporadicky se v květenství vyskytují i oboupohlavné květy.
Plod je jednosemenná, suchomázdřitá, široce eliptická, hnědá tobolka. Bývá dlouhá asi 3 mm a otvírá se víčkem. Obsahuje jedno semeno, které je v obryse eliptické, asi 1,2 mm velké, černé a lesklé. Jedna rostlina může vyprodukovat až stotisíc semen.

## Rozmnožování
Terofyt laskavec zelenoklasý se rozmnožuje výhradně generativně semeny, která rozšiřuje vítr, voda, zvířata, lidé i zemědělské stroje zdržující se v blízkosti zralé rostliny. Nejdále se semena dostávají při transportu hromadných substrátů, osiva nebo jiných zemědělských produktů. Semena na rostlině začínají uzrávat od konce srpna a vypadávají ze suché rostliny postupně až do jara, vysemeněná na podzim toho roku již nevyklíčí. Vzcházejí až pozdě na jaře, při teplotě půdy nad 22 °C. Klíčivost semen uložených v suchu trvá asi tři roky, v půdě přes pět let.

## Význam
Laskavec zelenoklasý je jednoletá, nepůvodní, invazní rostlina mírně teplých oblastí, s bohatou tvorbou semen, kterými zapleveluje živinami bohaté i chudé, písčitohlinité půdy. Tato významná plevelná rostlina se rychle šíří na obdělávané pozemky, hlavně do okopanin (brambory, cukrová řepa), luštěnin, pícnin, kukuřice, prořídlých obilovin a zelinářských porostů. Zvláště hojně se vyskytuje na půdách kypřených a hnojených. Je vzrůstnou bylinou a užitkovým rostlinám je nebezpečný hlavně tím, jak svou mohutností stíní mladým rostlinkám a rozprostřenými kořeny jim odebírá vláhu a živiny.